# Go Bowling at The Glen
Le Go Bowling at The Glen est une course automobile organisée chaque année par la NASCAR et comptant pour le championnat des NASCAR Cup Series. Elle se déroule sur le circuit de Watkins Glen International à Watkins Glen dans l'État de New York aux États-Unis.
C'est l'une des deux courses du championnat de NASCAR Cup Series se déroulant sur un circuit routier, l'autre étant le Toyota/Save Mart 350 disputé sur le circuit Sonoma Raceway.
L'édition de 2017 porte le nom officiel : I Love New York 355 at The Glen, en référence au sponsoring du nom par le Département de développement économique de l'État de New York (New York State Department of Economic Development) propriétaire des droits du logo I Love New York.
Depuis l'édition 2018, la course es dénommée Go Bowling at The Glen pour des motifs de sponsoring. Celle de 2021, est une des sept courses sur circuit routier de la saison de NASCAR Cup Series.
La course se dispute sur 90 tours soit une distance de 220,86 milles (355,44 km).

## Histoire
Lorsque la course est réorganisée en 1986, c'est la piste courte (Short Course) de 1971 qui est utilisée.
Lors de l'édition de 1991, le pilote J. D. McDuffie (en) se tue lors d'un accident survenu dans l'Outer Loop en fin de piste arrière. À la suite de cet accident mortel auquel s'est ajouté celui du pilote d'IMSA, Tommy Kendall, une chicane (dénommée lInner Loop) est ajoutée juste après lOuter Loop.
La configuration de la course NASCAR n'a plus changé depuis lors et c'est donc le circuit court de 2,45 milles (3,943 km) qui est utilisé au contraire des courses d'Indycar Series qui utilisent le circuit en configuration longue (dénommée Le Boot). Les pilotes cependant poussent pour que ce soit le long circuit qui soit également utilisé en NASCAR comme Tony Stewart en 2011.
NASCAR on ESPN a retransmis pendant un certain temps la course. En 2015, c'est la NASCAR on NBC qui en obtient le droit mais en 2016, à cause des Jeux Olympiques c'est la chaine USA Network qui retransmet l'événement.
En 2015, plus de 95 000 personnes assistent à la course.

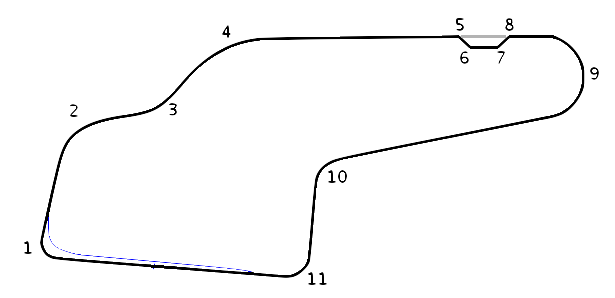
Plan du circuit  utilisé jusqu'en 2023 en Cup Series (avec la chicane de l' Inner Loop (entre virages 5 et 8) ajoutée pour l'édition 1992 après l'Outer Loop (virage 9)).
Plan du circuit utilisé en 2024 Cup Series.
Plan du circuit utilisé en IndyCar Series (en configuration longue (The Boot)).

## Évolution des logos de la course

2010 et 2011
2013 et 2014
2017
depuis 2018

## Palmarès
| Année       | Date                                                                     | N°                                                                       | Pilote                                                                   | Écurie                                                                   | Châssis                                                                  | Course                                                                   | Course                                                                   | Course                                                                   | Course                                                                   | Note       |
| ----------- | ------------------------------------------------------------------------ | ------------------------------------------------------------------------ | ------------------------------------------------------------------------ | ------------------------------------------------------------------------ | ------------------------------------------------------------------------ | ------------------------------------------------------------------------ | ------------------------------------------------------------------------ | ------------------------------------------------------------------------ | ------------------------------------------------------------------------ | ---------- |
| Année       | Date                                                                     | N°                                                                       | Pilote                                                                   | Écurie                                                                   | Châssis                                                                  | Tours                                                                    | Miles (km)                                                               | Durée                                                                    | Moyenne (km/h)                                                           | Note       |
| 1957        | 4 août                                                                   | 87                                                                       | Buck Baker                                                               | Buck Baker                                                               | Chevrolet                                                                | 44                                                                       | 101,2 milles (162,866 km)                                                | 1 h 13 min 6 s                                                           | 133,679                                                                  |            |
| 1958-1963   | 1958-1963                                                                | Course non organisée                                                     | Course non organisée                                                     | Course non organisée                                                     | Course non organisée                                                     | Course non organisée                                                     | Course non organisée                                                     | Course non organisée                                                     | Course non organisée                                                     |            |
| 1964        | 19 juillet                                                               | 01                                                                       | Billy Wade (en)                                                          | Bud Moore Engineering                                                    | Mercury                                                                  | 66                                                                       | 151,8 milles (244,298 km)                                                | 1 h 32 min 57 s                                                          | 157,696                                                                  |            |
| 1965        | 18 juillet                                                               | 21                                                                       | Marvin Panch                                                             | Wood Brothers Racing                                                     | Ford                                                                     | 66                                                                       | 151,8 milles (244,298 km)                                                | 1 h 32 min 46 s                                                          | 158,009                                                                  |            |
| 1966 - 1985 | 1966 - 1985                                                              | Course non organisée                                                     | Course non organisée                                                     | Course non organisée                                                     | Course non organisée                                                     | Course non organisée                                                     | Course non organisée                                                     | Course non organisée                                                     | Course non organisée                                                     |            |
| 1986        | 10 août                                                                  | 25                                                                       | Tim Richmond (en)                                                        | Hendrick Motorsports                                                     | Chevrolet                                                                | 90                                                                       | 218,52 milles (351,674 km)                                               | 2 h 12 min 56 s                                                          | 145,586                                                                  |            |
| 1987        | 10 août                                                                  | 27                                                                       | Rusty Wallace                                                            | Blue Max Racing (en)                                                     | Pontiac                                                                  | 90                                                                       | 218,52 milles (351,674 km)                                               | 2 h 24 min 36 s                                                          | 145,939                                                                  | [ Note 1 ] |
| 1988        | 14 août                                                                  | 26                                                                       | Ricky Rudd                                                               | King Racing (en)                                                         | Buick                                                                    | 90                                                                       | 218,52 milles (351,674 km)                                               | 2 h 56 min 58 s                                                          | 119,246                                                                  |            |
| 1989        | 13 août                                                                  | 24                                                                       | Rusty Wallace                                                            | Blue Max Racing (en)                                                     | Pontiac                                                                  | 90                                                                       | 218,52 milles (351,674 km)                                               | 2 h 26 min 55 s                                                          | 140,402                                                                  |            |
| 1990        | 12 août                                                                  | 05                                                                       | Ricky Rudd                                                               | Hendrick Motorsports                                                     | Chevrolet                                                                | 90                                                                       | 218,52 milles (351,674 km)                                               | 2 h 21 min 49 s                                                          | 148,747                                                                  |            |
| 1991        | 11 août                                                                  | 04                                                                       | Ernie Irvan                                                              | Morgan-McClure Motorsports (en)                                          | Chevrolet                                                                | 90                                                                       | 218,52 milles (351,674 km)                                               | 2 h 12 min 28 s                                                          | 159,288                                                                  |            |
| 1992        | 9 août                                                                   | 42                                                                       | Kyle Petty                                                               | SABCO Racing                                                             | Pontiac                                                                  | 51                                                                       | 125,154 milles (201,416 km)                                              | 2 h 27 min 21 s                                                          | 143,199                                                                  | [ Note 2 ] |
| 1993        | 8 août                                                                   | 06                                                                       | Mark Martin                                                              | Roush Racing                                                             | Ford                                                                     | 90                                                                       | 220,5 milles (354,86 km)                                                 | 2 h 36 min 4 s                                                           | 136,426                                                                  |            |
| 1994        | 14 août                                                                  | 06                                                                       | Mark Martin                                                              | Roush Racing                                                             | Ford                                                                     | 90                                                                       | 220,5 milles (354,86 km)                                                 | 2 h 21 min 7 s                                                           | 150,879                                                                  |            |
| 1995        | 13 août                                                                  | 06                                                                       | Mark Martin                                                              | Roush Racing                                                             | Ford                                                                     | 90                                                                       | 220,5 milles (354,86 km)                                                 | 2 h 11 min 54 s                                                          | 165,811                                                                  |            |
| 1996        | 11 août                                                                  | 07                                                                       | Geoff Bodine                                                             | Geoff Bodine Racing (en)                                                 | Ford                                                                     | 90                                                                       | 220,5 milles (354,86 km)                                                 | 2 h 23 min 17 s                                                          | 148,597                                                                  |            |
| 1997        | 10 août                                                                  | 24                                                                       | Jeff Gordon                                                              | Hendrick Motorsports                                                     | Chevrolet                                                                | 90                                                                       | 220,5 milles (354,86 km)                                                 | 2 h 24 min 55 s                                                          | 146,923                                                                  |            |
| 1998        | 9 août                                                                   | 24                                                                       | Jeff Gordon                                                              | Hendrick Motorsports                                                     | Chevrolet                                                                | 90                                                                       | 220,5 milles (354,86 km)                                                 | 2 h 20 min 3 s                                                           | 152,028                                                                  |            |
| 1999        | 15 août                                                                  | 24                                                                       | Jeff Gordon                                                              | Hendrick Motorsports                                                     | Chevrolet                                                                | 90                                                                       | 220,5 milles (354,86 km)                                                 | 2 h 30 min 49 s                                                          | 141,175                                                                  |            |
| 2000        | 13 août                                                                  | 01                                                                       | Steve Park (en)                                                          | Dale Earnhardt, Inc.                                                     | Chevrolet                                                                | 90                                                                       | 220,5 milles (354,86 km)                                                 | 2 h 24 min 51 s                                                          | 146,991                                                                  |            |
| 2001        | 12 août                                                                  | 24                                                                       | Jeff Gordon                                                              | Hendrick Motorsports                                                     | Chevrolet                                                                | 90                                                                       | 220,5 milles (354,86 km)                                                 | 2 h 28 min 31 s                                                          | 143,362                                                                  |            |
| 2002        | 11 août                                                                  | 20                                                                       | Tony Stewart                                                             | Joe Gibbs Racing                                                         | Pontiac                                                                  | 90                                                                       | 220,5 milles (354,86 km)                                                 | 2 h 40 min 56 s                                                          | 132,301                                                                  |            |
| 2003        | 10 août                                                                  | 31                                                                       | Robby Gordon                                                             | Richard Childress Racing                                                 | Chevrolet                                                                | 90                                                                       | 220,5 milles (354,86 km)                                                 | 2 h 26 min 17 s                                                          | 145,551                                                                  |            |
| 2004        | 15 août                                                                  | 20                                                                       | Tony Stewart                                                             | Joe Gibbs Racing                                                         | Chevrolet                                                                | 90                                                                       | 220,5 milles (354,86 km)                                                 | 2 h 23 min 25 s                                                          | 148,460                                                                  |            |
| 2005        | 14 août                                                                  | 20                                                                       | Tony Stewart                                                             | Joe Gibbs Racing                                                         | Chevrolet                                                                | 92                                                                       | 225,4 milles (362,746 km)                                                | 2 h 35 min 48 s                                                          | 139,697                                                                  | [ Note 3 ] |
| 2006        | 13 août                                                                  | 29                                                                       | Kevin Harvick                                                            | Richard Childress Racing                                                 | Chevrolet                                                                | 90                                                                       | 220,5 milles (354,86 km)                                                 | 2 h 52 min 27 s                                                          | 123,466                                                                  |            |
| 2007        | 12 août                                                                  | 20                                                                       | Tony Stewart                                                             | Joe Gibbs Racing                                                         | Chevrolet                                                                | 90                                                                       | 220,5 milles (354,86 km)                                                 | 2 h 50 min 38 s                                                          | 124,780                                                                  |            |
| 2008        | 10 août                                                                  | 18                                                                       | Kyle Busch                                                               | Joe Gibbs Racing                                                         | Toyota                                                                   | 90                                                                       | 220,5 milles (354,86 km)                                                 | 2 h 16 min 11 s                                                          | 156,345                                                                  |            |
| 2009        | 10 août                                                                  | 14                                                                       | Tony Stewart                                                             | Stewart-Haas Racing                                                      | Chevrolet                                                                | 90                                                                       | 220,5 milles (354,86 km)                                                 | 2 h 26 min 31 s                                                          | 145,319                                                                  | [ Note 1 ] |
| 2010        | 8 août                                                                   | 42                                                                       | Juan Pablo Montoya                                                       | Earnhardt Ganassi Racing                                                 | Chevrolet                                                                | 90                                                                       | 220,5 milles (354,86 km)                                                 | 2 h 23 min 52 s                                                          | 147,995                                                                  | [ Note 4 ] |
| 2011        | 15 août                                                                  | 09                                                                       | Marcos Ambrose                                                           | Richard Petty Motorsports                                                | Ford                                                                     | 92                                                                       | 225,4 milles (362,746 km)                                                | 2 h 16 min 2 s                                                           | 159,996                                                                  | ,          |
| 2012        | 12 août                                                                  | 09                                                                       | Marcos Ambrose                                                           | Richard Petty Motorsports                                                | Ford                                                                     | 90                                                                       | 220,5 milles (354,86 km)                                                 | 2 h 14 min 48 s                                                          | 157,949                                                                  |            |
| 2013        | 11 août                                                                  | 18                                                                       | Kyle Busch                                                               | Joe Gibbs Racing                                                         | Toyota                                                                   | 90                                                                       | 220,5 milles (354,86 km)                                                 | 2 h 32 min 4 s                                                           | 140,015                                                                  |            |
| 2014        | 10 août                                                                  | 47                                                                       | A. J. Allmendinger                                                       | JTG Daugherty Racing                                                     | Chevrolet                                                                | 90                                                                       | 220,5 milles (354,86 km)                                                 | 2 h 26 min 48 s                                                          | 145,039                                                                  |            |
| 2015        | 9 août                                                                   | 22                                                                       | Joey Logano                                                              | Team Penske                                                              | Ford                                                                     | 90                                                                       | 220,5 milles (354,86 km)                                                 | 2 h 24 min 43 s                                                          | 147,126                                                                  |            |
| 2016        | 7 août                                                                   | 11                                                                       | Denny Hamlin                                                             | Joe Gibbs Racing                                                         | Toyota                                                                   | 90                                                                       | 220,5 milles (354,86 km)                                                 | 2 h 27 min 48 s                                                          | 144,057                                                                  |            |
| 2017        | 6 août                                                                   | 78                                                                       | Martin Truex Jr.                                                         | Furniture Row Racing                                                     | Toyota                                                                   | 90                                                                       | 220,5 milles (354,86 km)                                                 | 2 h 7 min 3 s                                                            | 167,584                                                                  |            |
| 2018        | 5 août                                                                   | 09                                                                       | Chase Elliott                                                            | Hendrick Motorsports                                                     | Chevrolet                                                                | 90                                                                       | 220,5 milles (354,86 km)                                                 | 2 h 13 min 44 s                                                          | 159,209                                                                  |            |
| 2019        | 4 août                                                                   | 09                                                                       | Chase Elliott                                                            | Hendrick Motorsports                                                     | Chevrolet                                                                | 90                                                                       | 220,5 milles (354,86 km)                                                 | 2 h 14 min 17 s                                                          | 158,557                                                                  |            |
| 2020        | Course non disputée à la suite de la pandémie de Covid-19 aux États-Unis | Course non disputée à la suite de la pandémie de Covid-19 aux États-Unis | Course non disputée à la suite de la pandémie de Covid-19 aux États-Unis | Course non disputée à la suite de la pandémie de Covid-19 aux États-Unis | Course non disputée à la suite de la pandémie de Covid-19 aux États-Unis | Course non disputée à la suite de la pandémie de Covid-19 aux États-Unis | Course non disputée à la suite de la pandémie de Covid-19 aux États-Unis | Course non disputée à la suite de la pandémie de Covid-19 aux États-Unis | Course non disputée à la suite de la pandémie de Covid-19 aux États-Unis |            |
| 2021        | 8 août                                                                   | 05                                                                       | Kyle Larson                                                              | Hendrick Motorsports                                                     | Chevrolet                                                                | 90                                                                       | 220,5 milles (354,86 km)                                                 | 2 h 10 min 57 s                                                          | 162,594                                                                  |            |
| 2022        | 21 août                                                                  | 05                                                                       | Kyle Larson                                                              | Hendrick Motorsports                                                     | Chevrolet                                                                | 90                                                                       | 220,5 milles (354,86 km)                                                 | 2 h 17 min 52 s                                                          | 154,435                                                                  |            |
| 2023        | 20 août                                                                  | 24                                                                       | William Byron                                                            | Hendrick Motorsports                                                     | Chevrolet                                                                | 90                                                                       | 220,5 milles (354,86 km)                                                 | 1 h 58 min 44 s                                                          | 111,426                                                                  |            |
| 2024        | 15 septembre                                                             | 17                                                                       | Chris Buescher                                                           | RFK Racing                                                               | Ford                                                                     | 92                                                                       | 225,4 milles (362,746 km)                                                | 2 h 38 min 41 s                                                          | 080,226                                                                  | [ Note 3 ] |

Notes : 
1. 1 2 3  Course reportée du dimanche au lundi à cause de la pluie.
2. ↑  Course raccourcie en raison de la pluie.
3. 1 2 3  Course prolongée en raison d'une arrivée Green-white-checker.
4. ↑  Seconde victoire en carrière de Juan Pablo Montoya qui fait de lui le premier pilote non américain à avoir remporté plus d'une course NASCAR Sprint Cup.
5. ↑  Marcos Ambrose est le premier pilote australien à s'imposer lors d'une course NASCAR Sprint Cup.

## Pilotes multiples vainqueurs
| Nb. | Pilotes        | Saisons                      |
| --- | -------------- | ---------------------------- |
| 5   | Tony Stewart   | 2002, 2004, 2005, 2007, 2009 |
| 4   | Jeff Gordon    | 1997, 1998, 1999, 2001       |
| 3   | Mark Martin    | 1993, 1994, 1995             |
| 2   | Rusty Wallace  | 1987, 1989                   |
| 2   | Ricky Rudd     | 1988, 1990                   |
| 2   | Marcos Ambrose | 2011, 2012                   |
| 2   | Chase Elliot   | 2018, 2019                   |
| 2   | Kyle Busch     | 2008, 2013                   |
| 2   | Kyle Larson    | 2021, 2022                   |

## Écuries multiples gagnantes
| Nb. | Écuries                   | Saisons                                                          |
| --- | ------------------------- | ---------------------------------------------------------------- |
| 11  | Hendrick Motorsports      | 1986, 1990, 1997, 1998, 1999, 2001, 2018, 2019, 2021, 2022, 2023 |
| 7   | Joe Gibbs Racing          | 2002, 2004, 2005, 2007, 2008, 2013, 2016                         |
| 4   | Roush Racing              | 1993, 1994, 1995, 2024                                           |
| 2   | Blue Max Racing (en)      | 1987, 1989                                                       |
| 2   | Richard Childress Racing  | 2003, 2006                                                       |
| 2   | Richard Petty Motorsports | 2011, 2012                                                       |

## Statistiques par marque
| Nb. | Manufacturiers | Saisons |
| --- | -------------- | --- |
| 22  | Chevrolet      | 1957, 1986, 1990, 1991, 1997, 1998, 1999, 2000, 2001, 2003, 2004, 2005, 2006, 2007, 2009, 2010, 2014, 2018, 2019, 2021, 2022, 2023 |
| 9   | Ford           | 1965, 1993, 1994, 1995, 1996, 2011, 2012, 2015, 2024                                                                               |
| 4   | Pontiac        | 1987, 1989, 1992, 2002 |
| 4   | Toyota         | 2008, 2013, 2016, 2017 |
| 1   | Mercury        | 1964 |
| 1   | Buick          | 1988 |